# Дагюр Каури
Да́гюр Ка́ури Пе́тюрссон (исл. Dagur Kári Pétursson) — исландский кинорежиссёр, сценарист и композитор.

## Биография
Родился 12 декабря 1973 в Париже в семье известного исландского писателя Петюра Гюннарссона. В трёхлетнем возрасте возвратился с семьёй в Исландию. Закончил в 1999 году Национальную киношколу Дании, сняв короткометражный фильм «Потерянные выходные», получивший 11 наград на международных фестивалях. Снятые позже полнометражные фильмы «Ной — белая ворона», «Тёмная лошадка», «Доброе сердце» также получали награды и внимание профессиональной критики.
Его дочь, Франциска Уна Дагсдоттир, дебютировала в кино в его фильме «Гора девственности»

## Фильмография
- 1999 — Old Spice (короткометражный);
- 1999 — Потерянные выходные (короткометражный);
- 2001 — Драмарама;
- 2003 — Ной — белая ворона;
- 2005 — Тёмная лошадка[англ.];
- 2009 — Доброе сердце[англ.];
- 2015 — Гора девственности[англ.];
- 2021 — Добро пожаловать в Утмарк (сериал).

## Награды
- 2003 — Ной — белая ворона — приз европейского жюри на Европейском фестивале дебютного кино в Анже[англ.];
- 2005 — Тёмная лошадка — приз «Золотой Ирис» на Европейском кинофестивале в Брюсселе.